# Калу-Айри
Калу́-Айри́ (рос. Калу-Айры, башк. Ҡалыуайыры) — присілок у складі Ішимбайського району Башкортостану, Росія. Входить до складу Кулгунінської сільської ради.
Населення — 149 осіб (2010; 151 в 2002).
Національний склад:
- башкири — 99%